# De Schakel (sociëteit)

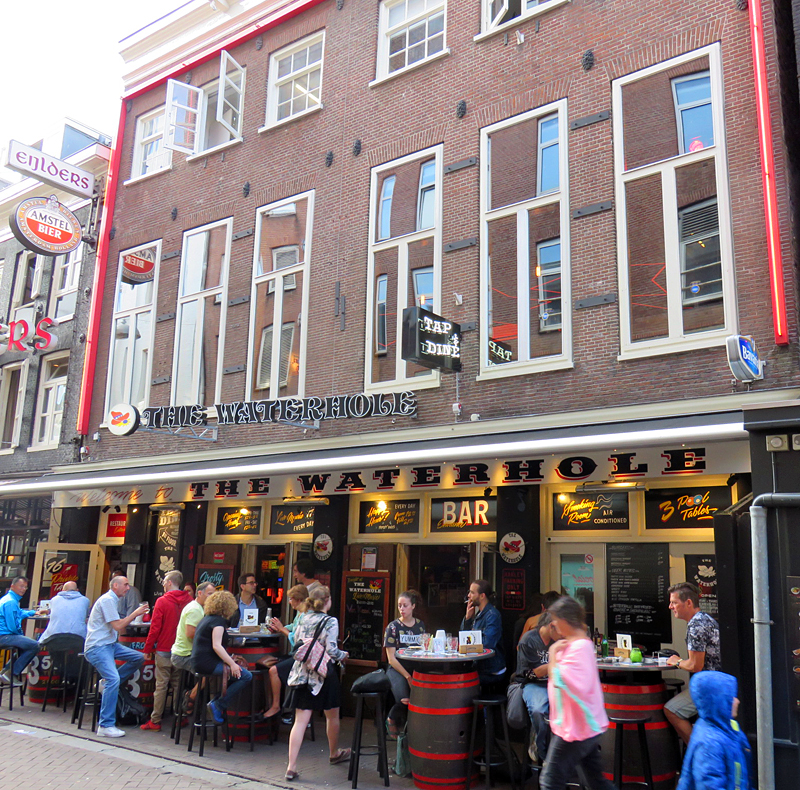
Het pand aan de Korte Leidsedwarsstraat 49 waar van 1955 t/m 1978 homodancing De Schakel gevestigd was (foto uit 2016)

De Schakel was van 1955 t/m 1978 de sociëteit van de homo-emancipatievereniging COC, die gevestigd was aan de Korte Leidsedwarsstraat 49 in Amsterdam. De Schakel was zeer populair bij homoseksuele mannen en trok ook talrijke buitenlandse bezoekers, waarmee de zaak bijdroeg aan de positie van Amsterdam als homohoofdstad.

## Voorgeschiedenis
Voor bijeenkomsten van leden kon het COC al sinds kort na haar oprichting in 1946 over diverse kleine, maar regelmatig wisselende ruimtes beschikken die daarmee als de sociëteit van de vereniging dienstdeden. Sinds 1948 werd de bar op al deze locaties verzorgd door de ouders van een COC-lid, het echtpaar Nossin, dat ook naar het DOK en De Schakel zou meeverhuizen.
In 1952 nam de COC-afdeling Amsterdam een grote sociëteitsruimte onder de naam De Odeon Kelder (DOK) aan het Singel 460 in gebruik. Lou Charité, de penningmeester van het COC, wist echter in 1954 de populaire en lucratieve dancing op eigen naam te zetten. Vervolgens bracht hij het DOK onder in een eigen vereniging en maakte er de toentertijd grootste homodiscotheek van Europa van.

## Pand, naam en interieur
De toe-eigening door Charité leidde tot een heftige ruzie met het COC, dat op zoek moest naar een nieuwe locatie. Die werd gevonden in een horecapand aan de Korte Leidsedwarsstraat, waar voorheen het bekende Wiener Café van Toni Hartweger had gezeten. Het COC kocht de exploitatie van deze locatie, bestaande uit Korte Leidsedwarsstraat 49 en 49a en Lange Leidsedwarsstraat 50, voor 35.000,- gulden. Op 19 juni 1955 vond de feestelijke opening plaats en de nieuwe sociëteit kreeg de naam De Schakel, naar het gelijknamige interne mededelingenblad. Homo's die er uit gingen zeiden echter vaak simpelweg dat ze "naar het COC" gingen.
In oktober 1962 kon het COC, via haar vastgoedonderneming NV Ingritas, de panden van De Schakel in eigendom verwerven, waarna in plaats van de erboven gelegen woningen ruimte kwam voor het landelijke Centraal Bureau van het COC (in 1969 verhuisde dit naar het Frederiksplein en in 1978 naar het nieuwe pand aan de Rozenstraat). Daarnaast kreeg de afdeling Amsterdam op de bovenverdieping de beschikking over twee ruimtes "om rustig televisie te kunnen kijken" en voor de bridge-, toneel- en danslessen.
Om het toenemend aantal bezoekers te kunnen bolwerken werd de sociëteit in december 1960 verbouwd naar een ontwerp van architect Patijn. Een volgende verbouwing vond plaats in juli 1965 door architectenbureau Premsela Vonk, die de ruimte een heel modern karakter gaf. De meeste homomannen hadden weinig oog voor het strakke interieur, maar de lesbische vrouwen waardeerden het wel.

## Integratie en emancipatie
Net als de eerdere sociëteitsruimtes van het COC moest ook De Schakel in de eerste plaats een veilige haven zijn (het "Nationaal Tehuis") zodat met name homoseksuele mannen niet naar bar of baan hoefden, met alle gevaren van illegale seksuele activiteiten van dien. Anders dan de donkere kelder van het DOK leende ook de ligging en het pand van De Schakel zich beter om "homofielen", bijvoorbeeld in de media, als beschaafde burgers te presenteren.
Voor leden en bezoekers van De Schakel kwam de beschavings- en emancipatiegedachte lange tijd concreet tot uiting doordat vlak bij de ingang een tafel met literatuur en voorlichtingsmateriaal stond, steevast bemand door de markante Jaap van Leeuwen, die een goede vriend was geweest van de eerste Nederlandse homo-emancipator, jhr. Jacob Schorer. Het hoofdbestuur van het COC bleef echter bezorgd dat de leden louter voor plezier en vermaak naar De Schakel kwamen - voorzitter Engelschman sprak in 1960 zelfs van een "homo-erotisch lunapark".

## Horeca-exploitatie
Samen met het DOK was De Schakel in de jaren vijftig een van de zeer weinige uitgaansgelegenheden met een nachtvergunning, wat betekende dat ze op vrijdag en zaterdag tot 3.00 uur en op weekdagen tot 2.00 uur 's nachts geopend mochten zijn. Ook uitzonderlijk was dat het dansen van homoseksuelen hier door de politie gedoogd werd, met name om te voorkomen dat ze op straat onzedelijkheden zouden bedrijven of problemen met heteropubliek zouden krijgen.
Brouwerij Heineken was bereid om het voor die tijd zeer hoge bedrag van 10.000,- gulden te betalen om De Schakel van drank te voorzien en het beheer van de bar kwam weer in handen van "pa en ma Nossin", die als zodanig tot december 1963 in functie bleven. Als sociëteit was De Schakel niet openbaar toegankelijk: men moest ofwel lid van het COC zijn, dan wel bij de ingang een introductiekaartje kopen.
Naast leden van het COC en eventuele introducés trok de sociëteit ook een snel stijgend aantal buitenlandse bezoekers. In het paasweekeinde van 1957 waren dat er 500 en hun aantal steeg voor het hele jaar 1958 van 3.972, via 4.500 in 1959 naar 5.802 in 1960. Het COC zelf telde destijds 'slechts' 3.300 leden.

## Amusement en vrouwen
Al sinds het begin van de jaren vijftig was er een min of meer vaste programmering in de sociëteit van het COC: op maandag tafeltennis voor vrouwen en (kennismakings)gesprekken met het afdelingsbestuur, op dinsdag bridge en later televisiekijken, op woensdag een culturele activiteit, op donderdag klassieke muziek, op vrijdag de Kleine Kring, op zaterdag (gelijkgeslachtelijk) dansen, en op zondag ten slotte thé dansant.
Op de culturele avond werd er een lezing gehouden (door mensen als Benno Premsela, Anna Blaman of leden van de NVSH), een film gedraaid of vond een muzikaal optreden plaats, bijvoorbeeld door een orkestje of een bandje, maar er was ook een vleugel aanwezig, waarop artiesten als Pia Beck speelden. Ook de nationale en grote christelijke feestdagen werden op toepasselijke wijze gevierd en mede omdat De Schakel ook door veel homo's uit het zuiden van Nederland bezocht werd, was het een van de weinige plekken in de stad waar ook carnaval gevierd werd.
Voor lesbische vrouwen was er op zondag een speciale programmering. Dit trok zo'n 25-30 deelnemers, vooral lesbiennes uit de middenklasse voor wie de sociëteit van het COC een beschaafd alternatief was voor gewone (homo- dan wel lesbische) cafés. Een hoogtepunt voor deze groep waren de vrouwenlanddagen die van 1961 t/m 1965 jaarlijks in maart in De Schakel plaatsvonden waar tussen de 200 en 250 lesbische vrouwen uit heel Nederland op af kwamen.

## Sluiting en verkoop
Het beheer van De Schakel gebeurde niet altijd even verstandig en onder meer door verliezen bij de dancings in Groningen en Den Haag was geleidelijk aan ook de financiële positie van het COC verslechterd. Toen daar nog een grote fraude bij kwam, besloot het landelijk bestuur om De Schakel in 1975 te verpachten aan Rob Klap, uitbater van een reeks populaire Amsterdamse cafés. In een poging de dancing weer rendabel te maken, maakte hij er een hippe uitgaansgelegenheid van waar ook hetero's welkom waren - geheel in lijn met de integratie die het COC in die tijd voorstond.
Dit werd echter geen succes: de heterovrouwen die naar De Schakel kwamen omdat ze van homomannen geen last zouden hebben, trokken echter ook steeds meer heteromannen en -jongens aan. Maar van hun avances waren de lesbische vrouwen dan weer niet gediend, terwijl de heteromannen soms op fysieke wijze duidelijk maakten dat ze niet van de aandacht van homoseksuelen gediend waren. De laatsten voelden zich hierdoor niet meer prettig in De Schakel en gingen voortaan elders uit.
Om de homo's weer terug te winnen moest Klap in 1977 weer vertrekken en volgde in het voorjaar van 1978 nog een verbouwing. Het oude publiek kwam echter niet meer en zodoende werd de Schakel per 1 juli 1978 gesloten. De panden, het inventaris, de nachtvergunning en de naam werden voor ruim 1,5 miljoen gulden verkocht. Zowel het landelijke COC als de afdeling Amsterdam verhuisden toen naar een pand aan de Rozenstraat 14, dat voor 500.000 gulden kon worden gekocht.
Van 1982 t/m 1987 werd het pand van De Schakel door Jan Tervoort van discotheek 't Okshoofd geëxploiteerd als discotheek Schakel 49. Dezelfde ruimte werd van 1983 t/m 1985 door de zusters Cor en Tina Dikkeboom geëxploiteerd als een disco voor lesbische vrouwen onder de naam Ditis.